# Bletilla
Bletilla Rchb.f. è un genere di piante appartenente alla famiglia delle Orchidacee.
Il genere comprende alcune specie di orchidee terricole di clima temperato, originarie di Cina, Giappone e Taiwan. Il nome è il diminutivo di Bletia, un genere di orchidee americano così chiamato in onore di Don Luis Blet, un farmacista e botanico spagnolo del XVIII secolo.

## Descrizione

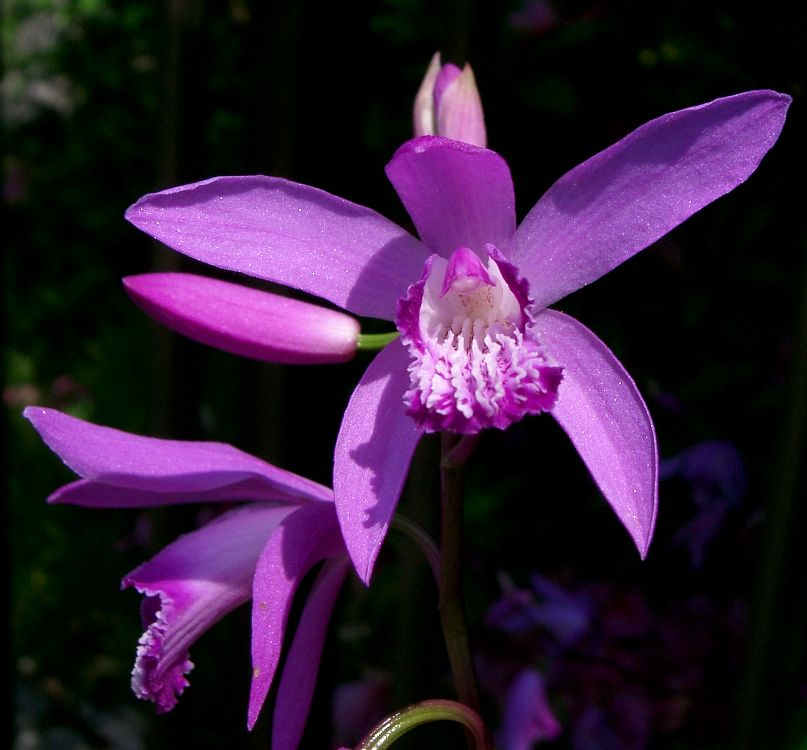
Bletilla striata

Gli pseudobulbi assomigliano a cormi (bulbo-tuberi) e normalmente stanno al livello del suolo. Ogni pseudobulbo porta molte foglie plichettate lunghe circa 40 cm. L'inflorescenza spunta dal centro del nuovo getto prima che le foglie siano completamente sviluppate nella primavera e all'inizio dell'estate. I fiori possono essere di vari colori, dal bianco al giallo al viola, e tutte le specie hanno quattro pollinia.

## Tassonomia
Il genere comprende 6 specie:
- Bletilla chartacea (King & Pantl.) Tang & F.T.Wang
- Bletilla foliosa (King & Pantl.) Tang & F.T.Wang
- Bletilla formosana (Hayata) Schltr.
- Bletilla guizhouensis Jie Huang & G.Z.Chen
- Bletilla ochracea Schltr.
- Bletilla striata (Thunb.) Rchb.f.

### Sinonimi e binomi obsoleti
- Bletilla chinensis Schltr. = Arethusa sinensis Rolfe
- Bletilla florida Rchb.f = Bletia florida R.Br.
- Bletilla gebinae Rchb.f = Bletia hyacinthina R.Br.
- Bletilla japonica Schltr. = Arethusa japonica A.Gray
- Bletilla kotoensis Schltr. = Bletia kotoensis Hayata
- Bletilla morrisonicola Schltr. = Bletia morrisonicola Hayata
- Bletilla scopulorum Schltr. = Pleione scopulorum W.W.Sm.
- Bletilla sinensis Schltr. = Arethusa sinensis Rolfe

## Coltivazione
Le specie di Bletilla sono di solito rustiche, sebbene alcune di esse richiedano protezione dal gelo. È preferibile coltivarle in vasi, con terriccio ben drenante in modo che l'acqua non ristagni attorno alle radici durante la stagione invernale, quando la pianta è in riposo vegetativo. Inoltre è meglio innaffiarle moderatamente all'inizio della stagione di crescita in quanto solitamente le nuove radici iniziano a crescere circa quattro settimane dopo la comparsa dei nuovi germogli.